# Erich Naumann
Erich Naumann (ur. 29 kwietnia 1905, zm. 8 czerwca 1951 w Landsberg am Lech) – zbrodniarz hitlerowski, dowódca Einsatzgruppe B i SS-Brigadeführer.

## Życiorys
Urodził się w Miśni w Saksonii, a edukację zakończył w wieku 16 lat. Członkiem NSDAP stał się w 1929. Do SA wstąpił w 1933 i jednocześnie rozpoczął pracę w niemieckiej policji. Od 1935 pełnił służbę w SD. Od 12 września 1939 dowódca utworzonej we Frankfurcie nad Odrą Einsatzgruppe VI liczącej ok. 400 funkcjonariuszy, odpowiedzialnej za zbrodnie na ludności polskiej w Wielkopolsce. W jej skład wchodziły dwa Einsatzkommanda: 14 pod dowództwem SS–Sturmbannführera Gerharda Flescha i 15 dowodzone przez SS–Sturmbannführera Franza Sommera. Po inwazji III Rzeszy na ZSRR został mianowany w listopadzie 1941 dowódcą Einsatzgruppe B. Stanowisko to zajmował do początku 1943. Oddziały Naumanna zajmowały się eksterminacją Żydów, Cyganów, komisarzy bolszewickich i "partyzantów" na froncie centralnym. W samym tylko listopadzie 1941 Einsatzgruppe B wymordowało 17 256 osób w okolicach Smoleńska, co wynika z raportu przesłanego przez Naumanna Adolfowi Eichmannowi. Oprócz masowych rozstrzeliwań stosował także specjalne samochody-komory gazowe.
Po wojnie Naumann został aresztowany przez aliantów i był jednym z głównych oskarżonych w procesie Einsatzgruppen (jednym z procesów norymberskich przed Amerykańskimi Trybunałami Wojskowymi). W trakcie przewodu sądowego uporczywie powtarzał, iż nie widział nic moralnie złego w zabijaniu z zimną krwią niewinnych mężczyzn, kobiet i dzieci. Powiedział: "uważałem, że rozkaz Hitlera o eksterminacji Żydów był słuszny, gdyż był to jeden z naszych wojennych celów i dlatego było to konieczne". Naumann został uznany za winnego popełnienia zbrodni wojennych i przeciw ludzkości oraz przynależności do SS i SD, jako organizacji przestępczych. Erich Naumann został skazany na karę śmierci przez powieszenie i stracony w 1951, wraz z trzema innymi wysokimi oficerami Einsatzgruppen.